# GSK3B
GSK3-β eller glykogensyntas-kinas 3 beta är ett enzym som kodas av GSK3β-genen. Det är involverat i intracellulär signalering genom att påverka metabolism, utvecklingen av nervceller, samt utvecklingen av vissa kroppsdelar i foster. Det kan aktieras av flera signaltransduktionsvägar, bland annat PI3K/AKT/mTOR-signaleringsvägen samt Wnt-signaleringsvägen. 
Glykogensyntas-kinas 3 är ett prolin-styrt serin/treoninkinas som inaktiverar glykogensyntas, som är ett enzym som styr metabolismen av glukos inne i cellen. Det är även ett viktigt målprotein för läkemedel som påverkar sjukdomstillstånd epilepsi, bipolär sjukdom samt schizofreni. Litium verkar dels genom att hämma GSK3B, dels genom att öka aktiviteten hos Akt, som i sin tur hämmar GSK3B. Behandling med GSK3B-hämmande läkemedel ha dessutom visat sig öka nivåerna av IGF-1, man brukar kunna se låga nivåer av denna tillväxtfaktor i neurodegenerativa sjukdomar och att höja nivåerna kan ha en motverkande effekt på sjukdomsutvecklingen.